# Theog
Theog é uma cidade  no distrito de Shimla, no estado indiano de Himachal Pradesh.

## Geografia
Theog está localizada a 31° 07′ N, 77° 21′ L. Tem uma altitude média de 1965 metros (6446 pés).

## Demografia
Segundo o censo de 2001, Theog tinha uma população de 3754 habitantes. Os indivíduos do sexo masculino constituem 57% da população e os do sexo feminino 43%. Theog tem uma taxa de literacia de 80%, superior à média nacional de 59,5%: a literacia no sexo masculino é de 83% e no sexo feminino é de 77%. Em Theog, 12% da população está abaixo dos 6 anos de idade.